# لوید بنکس
کریستوفر چارلز لوید (به انگلیسی: Christopher Charles Lloyd) با لقب هُنری لوید بنکس (به انگلیسی: Lloyd Banks) متولد ۳۰ آوریل ۱۹۸۲ خواننده رپ آمریکایی و یکی از اعضای گروه «جی-یونیت» است.بنکس در جنوب جامائیکا بزرگ شده و در سال ۱۹۹۸ ترک تحصیل کرد.بنکس در گروه جی-یونیت دو آلبوم را انتشار کرد.اولین آلبومی که به صورت مستقل وارد بازار کرد با نام «The Hunger for More» بود که در سال ۲۰۰۴ منتشر شد.دومین آلبوم منتشر شده از بنکس «Rotten Apple» نام داشت که در سال ۲۰۰۶ وارد بازار شد.پس از آن بنکس به کمک جی-یونیت در سال ۲۰۰۹ با استودیو «ای.ام.آی» قرار داد بست و سومین آلبومش را در این استودیو با نام «H.F.M. 2» منتشر کرد.

## آلبوم‌ها
1. The Hunger for More - ۲۰۰۴
2. Rotten Apple - ۲۰۰۶
3. H.F.M. 2 (The Hunger for More) - ۲۰۱۰

## فیلم شناسی
| فیلم | فیلم                   | فیلم           | فیلم    |
| سال  | فیلم                   | نقش            | توضیحات |
| ---- | ---------------------- | -------------- | ------- |
| ۲۰۰۹ | Before I Self Destruct | School Teacher |         |
| ۲۰۱۰ | شکوه صبح               | Himself        |         |